# Muzsnay Csaba
Muzsnay Csaba (Szatmárnémeti, 1935. augusztus 3. – Kolozsvár, 2016. szeptember 12.) magyar vegyész, vegyészeti szakíró, Muzsnay Magda öccse, Muzsnay Árpád bátyja.

## Élete
Református családba született. Középiskolát szülővárosa magyar nyelvű líceumában végzett (1952), a Bolyai Tudományegyetem kémiai karán vegyészi diplomát szerzett (1956). Szakmai tevékenységét a nagybányai Kohászati-Vegyészeti Műveknél kezdte, 1957-től gyakornok a Bolyai Tudományegyetemen, 1962-től a Babeș-Bolyai Egyetem tanársegédje. A kémiai tudományok doktora (1979), adjunktus, majd docens a szervetlen-analitikai kémiai tanszéken. Tudományos eredményeit több mint 30 szaktanulmányban számos bel- és külföldi szakfolyóirat (köztük a Zeitschrift für analytische Chemie; Magyar Kémiai Folyóirat; Studia Universitatis Babeș-Bolyai, Chimie) közli. Tárgykörei: az oldatok villamos vezetőképessége, a vegyi egyensúlyok, a folyékony víz és nehézvíz szerkezete. Ipari megoldásokat dolgozott ki, középiskolai tankönyveket fordított. Kékedy Lászlóval közösen összeállított egyetemi jegyzete Caiet de lucrări practice de chimie analitică calitativă címmel hat kiadást ért meg (1970-86).
1990 után bekapcsolódott a magyar nyelvű felsőoktatásért folyó küzdelembe.